# Torrenova

Ubicació de Torrenova dins la província

Torrenova (sicilià Turrinova) és un municipi italià, dins de la ciutat metropolitana de Messina. L'any 2009 tenia 4.148 habitants. Limita amb els municipis de Capo d'Orlando, Capri Leone, Militello Rosmarino, San Marco d'Alunzio i Sant'Agata di Militello.

## Administració
| Període | Identitat       | Partit      |
| ------- | --------------- | ----------- |
| 2008-   | Benedetto Russo | Centredreta |